# Esther Hausmann
Esther Hausmann (Amburgo, 1959) è un'attrice tedesca.

## Filmografia
- Großstadtrevier
- Die Fallers - Eine Schwarzwaldfamilie (9 episodi)
- Propaganda
- Un ciclone in convento (un episodio)
- Die Manns - Ein Jahrhundertroman
- Jud Süß - Ein Film als Verbrechen?
- Meine Mutter, meine Rivalin
- Il commissario Voss (9 episodi)
- Hallo, Onkel Doc!
- Siska (un episodio)
- Buongiorno professore!
- Für alle Fälle Stefanie
- Der Mann ohne Schatten
- Risiko Null - Der Tod steht auf dem Speiseplan
- L'ispettore Derrick (nove episodi)
- Wehner - Die unerzählte Geschichte
- Treffpunkt im Unendlichen
- Düsseldorf, mon amour